# Baronne d'Aldrigger
Théodora-Marguerite-Wilhelmine d'Aldrigger, née Adolphus à Mannheim en 1786, est un personnage de La Comédie humaine d'Honoré de Balzac. Fille d'un riche banquier, elle épouse en 1800 le banquier strasbourgeois d'Aldrigger qui l'entoure de soins autant que ses parents l'avaient fait avant lui.
Femme capricieuse, la baronne d'Aldrigger est « superficielle, incapable, égoïste, coquette » (selon Cerfberr et Jules Christophe, répertoire, p. 20). En tout cas, elle se remet facilement de la mort de son mari en 1826, qu'elle pleure seulement vingt-quatre heures avant d'aller placer sa  fortune chez Claparon, homme de paille de Nucingen.
Ruinée en 1829 par la troisième liquidation de Frédéric de Nucingen, elle se réfugie avec ses filles et Godefroid de Beaudenord dans un petit appartement de la rue du Mont-Thabor. En 1836, l'impitoyable Nucingen déclare publiquement l'avoir rencontrée, toute ridée, et vieillie. Elle apparaît peu dans La Comédie humaine, et représente la classe de « parvenus » qui émergea après le Premier Empire.